# Päivi Paunu

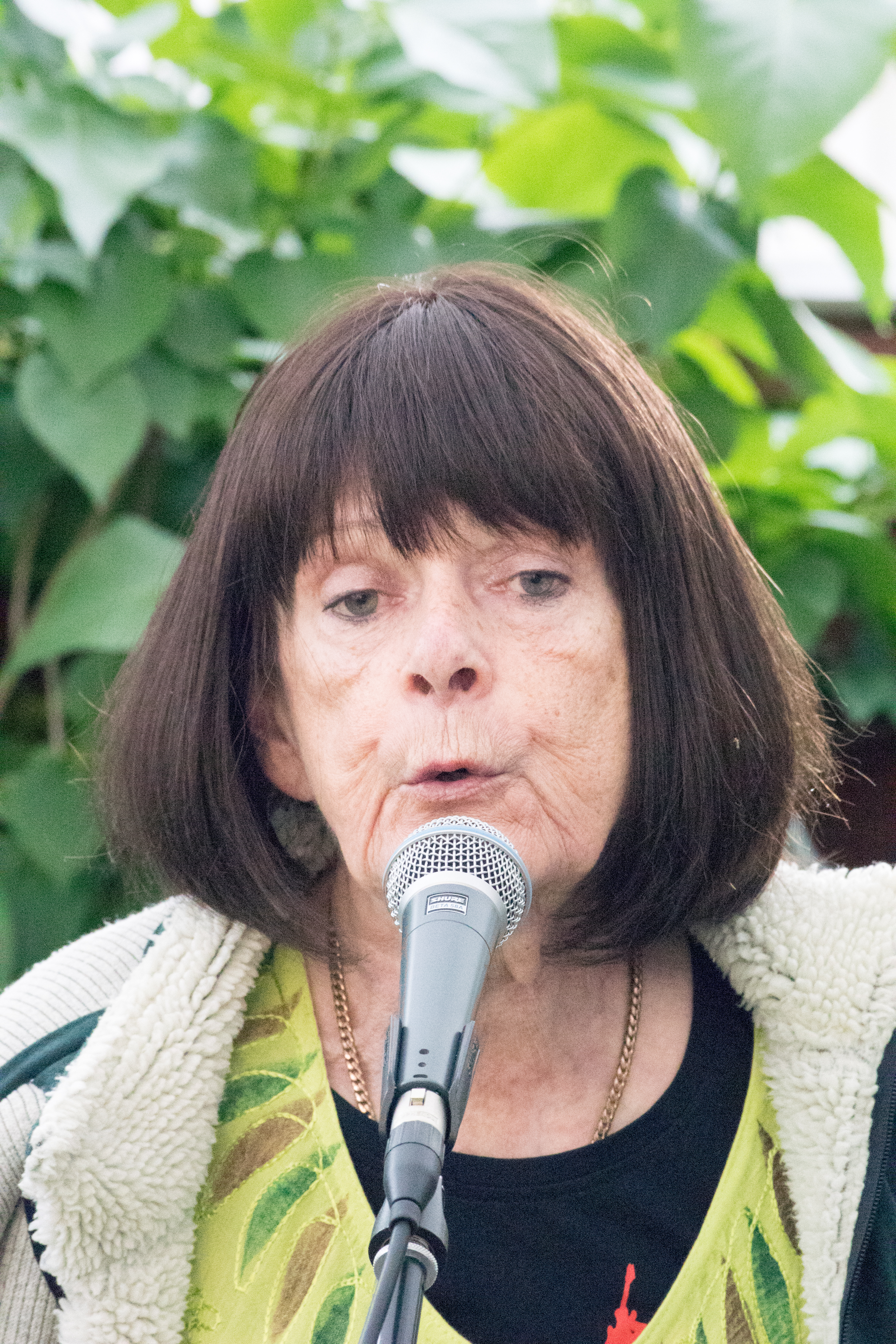
Päivi Paunu em 2014

Päivi Paunu (Tampere, 20 de setembro de 1946 - 14 de dezembro de 2016) foi uma cantora finlandesa. O seu primeiro álbum foi lançado em 1966. Teve uma longa carreira musical que foi mais notória nas décadas de 1960 e 1970. Teve uma bem sucedida parceria com o cantor Kim Floor, chegando a representar a Finlândia no Festival Eurovisão da Canção 1972 com a canção "Muistathan" ("Lembras-te?")

## Discografia
- Päivi Paunu (1966)
- Päivi (1969)
- Uskon päivään kauniimpaan (1972)
- Hei vain (1973)
- Huomiseen mä luotan vieläkin (1973)
- Jos rakkaus jää (1977)
- Arkinen hartaus (1986)
- 20 suosikkia: Oi niitä aikoja (1996)
- Oi niitä aikoja - Kootut levytykset 1966-1971 (2010)